# التامونت (داکوتای جنوبی)
التامونت(به انگلیسی: Altamont) شهری در ایالت داکوتای جنوبی کشور ایالات متحده آمریکا است که جمعیت آن در سرشماری سال ۲۰۱۰ میلادی، ۳۴ نفر بوده‌است.